# Thác Nin Xanh

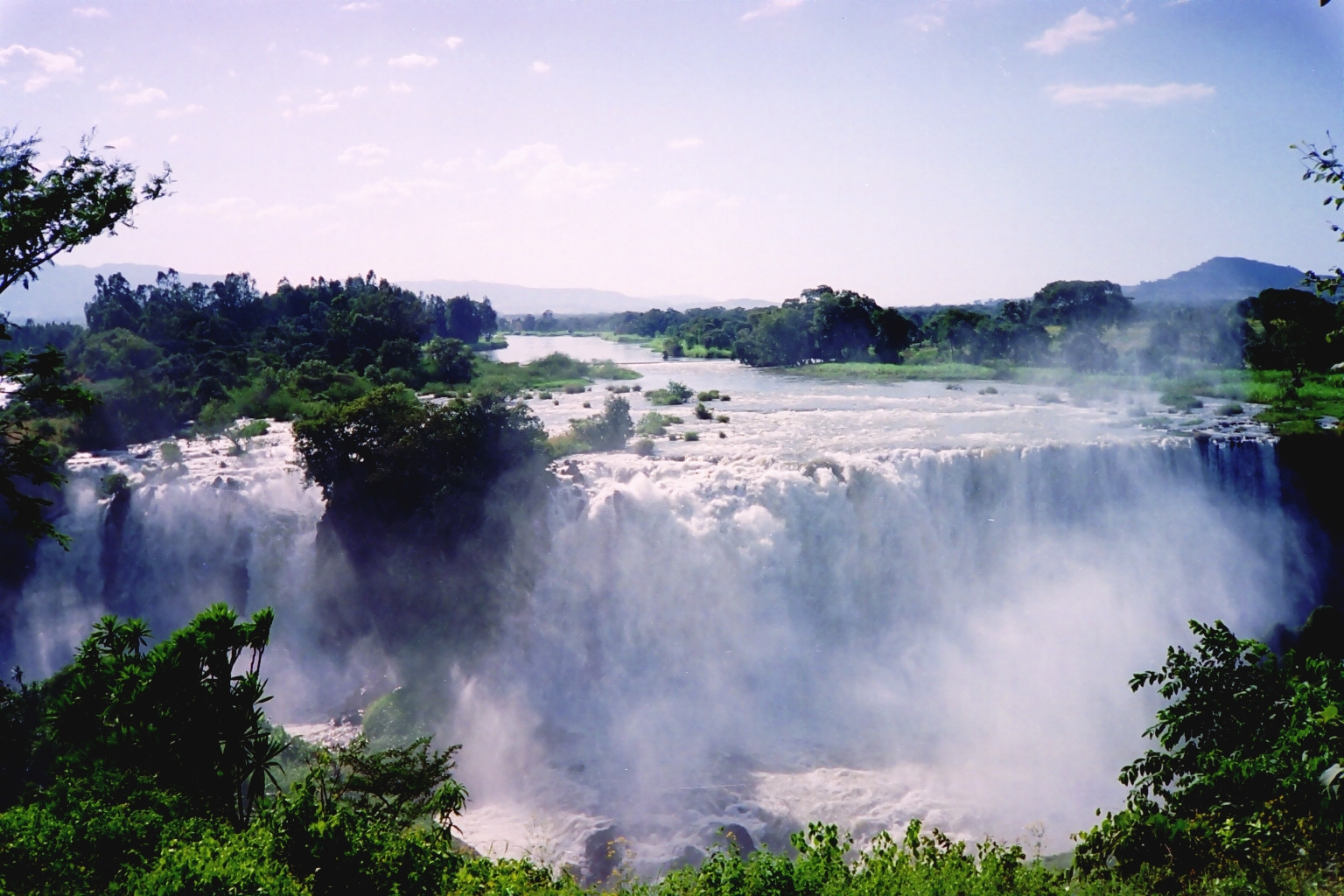
Thác Nin Xanh

Thác Nin Xanh là một thác nước trên sông Nin Xanh ở Ethiopia. Nó được biết đến với cái tên Tis Abay trong tiếng Amharic, có nghĩa là "làn khói lớn". Nó nằm ở thượng nguồn sông, cách thị trấn Bahir Dar và Hồ Tana khoảng 30 km về phía hạ lưu. Thác là một trong những điểm thu hút khách du lịch nổi tiếng nhất của Ethiopia.
Thác cao 52 mét, bao gồm bốn dòng chảy ban đầu thay đổi từ nhỏ giọt vào mùa khô đến rộng hơn 400 mét vào mùa mưa. Việc điều tiết hồ Tana hiện nay đã làm giảm phần nào sự thay đổi, và kể từ năm 2003, một trạm thủy điện đã lấy phần lớn dòng chảy từ thác ngoại trừ trong mùa mưa. Thác Nin Xanh cô lập hệ sinh thái của hồ Tana với hệ sinh thái của phần còn lại của sông Nin, và sự cô lập này đã đóng một vai trò trong sự tiến hóa của hệ động vật đặc hữu của hồ.
Cách thác nước một quãng ngắn về phía hạ lưu là cây cầu đá đầu tiên được xây dựng ở Ethiopia, được xây dựng theo lệnh của Hoàng đế Susenyos vào năm 1626. Theo Manuel de Almeida, đá để làm vôi đã được tìm thấy gần đó dọc theo nhánh sông Alata, và một người thợ thủ công đã đến từ Ấn Độ cùng với Afonso Mendes, Thượng phụ Chính thống của Ethiopia, giám sát việc xây dựng. 